# Acryptolaria rectangularis
Acryptolaria rectangularis is een hydroïdpoliep uit de familie Lafoeidae. De poliep komt uit het geslacht Acryptolaria. Acryptolaria rectangularis werd in 1922 voor het eerst wetenschappelijk beschreven door Jarvis. 